# Saastal
Het Saastal is een bergdal in de Alpen, in Zwitserland. Het is een dwarsdal van het Mattertal, gelegen in het kanton Wallis.
Saas-Grund op 1560 meter, ligt centraal in het Saastal, maar is er niet de bekendste plaats; Saas-Fee is bekender en trekt jaarlijks duizenden toeristen. Het centrum is er voetgangersgebied. De rivier door het Saastal heet de Saaser Vispa, die bij Stalden samenvloeit met de Matter Vispa en vandaar als Vispa naar het Rhônedal stroomt en daar in Visp uitstroomt in de Rhône. Door de zuidelijke ligging van het Saastal heerst er meestal een mild klimaat.

## Bergsport
Hoge bergen zijn er de Dom (4545 m) en de Mischabelgroep, ten zuiden van Saas-Fee. De Dom is de hoogste berg die volledig in Zwitserland ligt. De Monte Rosa, verder naar het westen, ligt voor een deel in Italië. Hoog in het Saastal liggen gletsjers.
Het Saastal is bekend om te skiën, te wandelen en te klimmen. Een van de trekpleisters voor wandelaars is de Mattmarksee, een stuwmeer aan het eind van het dal. De aarden dam is gebouwd uit rotsblokken en ander puin, afkomstig van gletsjers en morenen. Ten westen van het stuwmeer kan men naar de Britanniahütte klimmen, een berghut op 3030 m, vanwaar tochten naar enkele vierduizenders, zoals de Strahlhorn, Allalinhorn en Alphubel, beginnen. De Britanniahütte is een van de meest bezochte hutten van de Alpen.